# Amin Maalouf
Amin Maalouf (Arabisch: أمين معلوف ['amīn maʕlūf]) (Beiroet, 25 februari 1949) is een Frans-Libanees schrijver en voormalig journalist.

## Biografie

### Afkomst en opleiding
Malouf is geboren in Beiroet, brengt zijn eerste levensjaren door in Egypte en groeide op in Libanon. Zijn vader was een bekend journalist en ook dichter en schilder. Hij stamde uit een in de 19de eeuw tot het protestantse presbyterianisme bekeerde familie. Zijn moeder komt uit een Franstalige maronitische familie met wortels in Istanboel. 
Amin gaat naar een Franstalige jezuïetenschool, het Notre-Dame de Jamhour college (zijn drie zussen gingen naar de nonnenschool van Besançon). Hij studeerde sociologie en economie aan de katholieke Université Saint-Joseph en ontmoet aldaar Andrée met wie hij in 1971 trouwde. Hij ging werken als journalist.

### Loopbaan in Frankrijk
In 1976, bij het begin van de Libanese Burgeroorlog emigreerden ze naar Frankrijk. Na het succes van zijn boek Rovers, christenhonden, vrouwenschenners: de kruistochten in Arabische kronieken (1983) stopte hij met journalistiek en ging voltijds schrijven. In 1993 werd kreeg hij de Prix Goncourt voor zijn boek De rots van Tanios. In zijn essay Moorddadige identiteiten (1998) pleitte hij voor het recht om tot meerdere culturen te behoren.
De familiekroniek Oorsprong (2004) werd bekroond de Prix Méditerranée. In 2009 schreef hij het libretto voor de opera L'amour de loin van de Finse componiste Kaija Saariaho. Datzelfde jaar stelde hij in het essay De ontregeling van de wereld dat integratie wederzijdse inspanningen vergt.  Zijn werk is vertaald in meer dan 40 talen.

### Erkenning
Maalouf verwierf eredoctoraten aan de Katholieke Universiteit Leuven, de Amerikaanse Universiteit van Beiroet (Libanon), de Rovira i Virgili Universiteit (Spanje), en de Universiteit van Évora (Portugal). 
Op 23 juni 2011 werd hij als eerste Libanees opgenomen in de prestigieuze Académie française op de plaats van de cultureel antropoloog Claude Lévi-Strauss die in 2009 overleed. In 2013 verleende de Libanese president Michel Suleyman hem de Orde van de Ceder.

## Secundaire literatuur
- Rachel BOUVET, Amin Maalouf: Une oeuvre à revisiter, Presses universitaires du Québec, 2015.
- Germain PEYLET, Heurs et malheurs de la filiation, 2016.
- Maya KHALED, L'écriture d'Amin Maalouf à la lisière de deux langues: une approche multidisciplinaire, L'Harmattan, 2017.

- Bibsys: 90340891
- Biblioteca Nacional de España: XX939969
- Bibliothèque nationale de France: cb120011150 (data)
- Catàleg d'autoritats de noms i títols de Catalunya: 981058509763306706
- CiNii: DA00256569
- Gemeinsame Normdatei: 115641858
- International Standard Name Identifier: 0000 0001 2146 8487
- Library of Congress Control Number: n85016331
- Nationale Bibliotheek van Letland: 000164939
- MusicBrainz: 4e70f634-0bb4-4455-bbb2-caabcdd629d3
- Bibliotheek van het Japanse parlement: 00448310
- Nationale Bibliotheek van Tsjechië: xx0004498
- Nationale bibliotheek van Australië: 35553087
- Nationale Bibliotheek van Israël: 987007264987505171
- Nationale Bibliotheek van Polen: a0000002880724
- Nationale en Universitaire bibliotheek Zagreb: 000285796
- Nederlandse Thesaurus van Auteursnamen: 072864559
- Istituto Centrale per il Catalogo Unico: CFIV065635
- LIBRIS: 248303
- Système universitaire de documentation: 028111532
- Trove: 993688
- Virtual International Authority File: 108192345
- WorldCat: E39PBJv8DGkcfYgfhvxyrBm8G3